# Gobiopsis quinquecincta
Gobiopsis quinquecincta és una espècie de peix de la família dels gòbids i de l'ordre dels perciformes.

## Morfologia
Els mascles poden assolir els 2,4 cm de longitud total.

## Distribució geogràfica
Es troba al Pacífic occidental i a l'Índic.